# زورگویی در محل کار
زورگویی در محل کار یک الگوی مداوم از بدرفتاری دیگران در محل کار است که باعث آسیب فیزیکی یا عاطفی می شود. این می تواند شامل تاکتیک هایی مانند آزار کلامی, غیرکلامی, روانی و فیزیکی و همچنین تحقیر باشد . این نوع پرخاشگری در محل کار به ویژه دشوار است زیرا برخلاف قلدری‌های معمولی مدرسه ، قلدری‌های محل کار اغلب در چارچوب قوانین و سیاست های تعیین شده سازمان و جامعه خود عمل می کنند. در اکثر موارد، قلدری در محل کار توسط شخصی که بر قربانی اقتدار دارد، گزارش شده است. با این حال، قلدری‌ها همچنین می توانند هم‌درجه‌ای ها و به ندرت زیردست باشند.